# 政争
政争（せいそう、political strife）とは、政治における争いのことである。また、与野党で政権を奪い合い、政権を獲得又は選挙で勝利するために対決姿勢で相手を追い落とそうする行為。更には同じ党内における党内権力闘争などを含む政治的な抗争のことである。

## 事例
戦前の日本の一般庶民には政党政治は、とかく利権誘導や、野党が与党、与党が野党と反対党に対する追い落とし目的の政争ばかりを繰り返しているように見えていた。そのため、政党政治・財閥を含む政治への不満から1932年に五一五事件が起きた際に、犬養毅首相を殺害した海軍軍人の被告人たちに国民から数多くの減刑の嘆願書が寄せられる助命運動が起きた。
政争を繰り返す政党政治は、政治家への失望と憎悪へ繋がり、重臣、軍閥、財閥、と共に、1936年の二・二六事件の原因となった
ねじれ国会の中で、野党が政権奪取を目的に仕掛けた政争が、最悪の結果を招いたのが天皇機関説事件である。1935年（昭和10年）、内閣による軍事権限の行使を排除したいと考える軍部と、議会で過半数を占める野党・立憲政友会が、海軍穏健派の岡田啓介首相率いる岡田内閣（立憲民政党）に対し、天皇機関説を口実に攻撃で連携した。天皇機関説は、「統治権は法人たる国家に属し、その最高機関たる天皇が国務大臣の輔弼を受けて行使する」とする解釈であり、これは内閣の軍事への関与を憲法的に正当化する主流学説であった。これを不敬と断じた政友会と軍部は、岡田内閣の打倒を狙って政治的攻撃を仕掛けたのである。この動きは選挙を見据えた政争であったが、結果的に立憲政友会による政党政治に対する自殺行為となった。

## 政争の具
「政争の具」とは、政争に勝つために利用する事柄や手段。英語でpolitical footbal。アメリカでは、新型コロナウイルス禍以降に、マスク着用やワクチン接種が政争の具になった。日本製鐵によるUSスチール買収計画も、労組票目当てでバイデン候補とトランプ候補の政争の具にされた。